# MyPush
MyPush app é um aplicativo multiplaforma de mensagens instantâneas e entrega de serviços em dispositivos móveis. Além de mensagens de texto, imagens, vídeos e áudio, usuários podem interagir com outros usuários, e ainda organizações (empresas privadas/públicas) podem entregar conteúdos e serviços aos seus usuários.
A plataforma MyPush tem como objetivo tornar acessível a implementação de serviços móveis a qualquer usuário, empresa ou organização. São diversos serviços gratuitos e nativos disponíveis como: canais, push notification, chat, push geolocalizado, serviços direcionados, geomarketing e outros.
O software (app) é totalmente gratuito e está disponível para Android, iOS, Windows Phone e versão web.
O aplicativo permite ainda a entrega de notificações/mensagens por usuário, grupo de usuários e por geolocalização (local, endereço, cidade e país). Os serviços disponibilizados pelas organizações também pode ser segmentados por usuário, grupo de usuários e por geolocalização.
Organizações (empresas) podem entregar conteúdos, mensageiria e integrar serviços por meio de um barramento dedicado (API/REST).
O app também permite que governos e cidades utilizem a plataforma para interagir com a sua população em conceito de cidades inteligentes: entrega de serviços, notificações, conteúdos e alertas geolocalizados para trânsito, saúde, cultura, lazer e outros.
O funcionamento do MyPush se resume nas organizações/usuários disponibilizarem canais e dentro dos canais podem prover conteúdos específicos, segmentados e geolocalizados. Nos canais ainda é possível integrar serviços, como serviços de atendimento, ouvidoria e qualquer outro por meio de uma integração. Usuários também podem criar perfis de trabalho e disponibilizarem seus serviços. Na funcionalidade Near Me do MyPush os usuários podem encontrar prestadores de serviços e espalhar mensagens solicitando serviços aos prestadores de serviços mais próximos de si.

## Especificações técnicas
MyPush usa uma versão proprietária para push notifications e servicos. Já para as conversas é utilizada uma versão personalizada do padrão aberto EJABBERD. Após a instalação do app, o usuário cria uma conta no MyPush intitulada MyPush ID (@usuário) e associa o número de telefone e e-mail a sua nova conta MyPush. Assim, um usuário no MyPush pode se conectar a outro usuário caso tenha o telefone em sua agenda do celular ou ainda informando o endereço-curto de quem ele queira se conectar.
A plataforma MyPush foi desenvolvida em tecnologia .NET/C# e os aplicativos desenvolvidos em código nativo para cada plataforma: Android, iOS e Windows Phone.

## Integrações de Serviços
MyPush app é uma plataforma de entrega de conteúdos e serviços. Qualquer usuário pode integrar gratuitamente serviços no MyPush. Os serviços podem ser integrados por meio de conteúdos (URLs) responsivas ou por meio de um barramento de serviços baseado em REST.
Os canais e serviços podem ser disponibilizados por meio da versão web

## Preços
MyPush app é gratuito para download para todos os tipos de telefone. A plataforma também é gratuita para ser utilizada por qualquer tipo de organização, seja privada ou pública.